# Rupture – Überwinde deine Ängste
Rupture – Überwinde deine Ängste (englischer Originaltitel: Rupture) ist ein kanadisch-US-amerikanischer Horrorfilm des Regisseurs Steven Shainberg aus dem Jahr 2016. In der Hauptrolle ist Noomi Rapace zu sehen. Der Film wurde in Deutschland ab dem 27. Januar 2017 auf DVD vertrieben.

## Handlung
Die alleinerziehende Mutter Renee Morgan wird von einer Angst vor Spinnen geplagt. Eines Tages verabredet sie sich mit einer Kollegin zum Fallschirmspringen. Sie bringt ihren Sohn Evan zum Vater und will zum Treffpunkt fahren. Doch dann platzt ein Reifen an ihrem Auto. Ein Lieferwagen hält an und ein Mann bietet ihr Hilfe an. Doch plötzlich wird Renee angegriffen, gefesselt, betäubt und in dem Lieferwagen entführt.
Die Entführer bringen sie in ein weit entferntes Gebäude und als sie aufwacht, ist sie an eine Liege gefesselt. Von einem anderen Gefangenen hört sie, dass sie sich G1012X merken soll, aber sie hat keine Ahnung, was mit ihr geschieht.
Als sie an ihren Fesseln rüttelt, hört sie aus dem Nebenraum die Stimme eines Mannes, der sich als Blake vorstellt. Während sie sich über ihre Eindrücke austauschen, schafft es Renee, ein Messer, das sie von zuhause mitgebracht hat, in die Hand zu bekommen und schneidet damit eine Fessel an der Hand ein. Ihre Entführer kommen herein. Sie wissen über Evan Bescheid, stellen ihr zahlreiche Fragen zu medizinischen Fakten und Ängsten und führen einen Sehtest durch. Außerdem injizieren sie ihr eine unbekannte Flüssigkeit und reiben über ihr Gesicht. Renee gibt sich kooperativ, bleibt aber ahnungslos.
Nachdem sie einige Halluzinationen erlebt hat, setzen die Entführer eine gefährliche Spinne auf ihren Arm, ohne den gewünschten Effekt zu erreichen. Sie reden von einem Bruch, der noch nicht eingetreten ist, und dass Renee einen anderen Zustand erreichen soll. Renee bekommt die Hand aus der angeschnittenen Fessel und befreit sich von der Liege. Sie klettert durch Lüftungsschächte und sieht durch die Gitter in anderen Räumen Menschen, an denen erschreckende Experimente durchgeführt werden. Sie belauscht ein Gespräch über Brüche und unfruchtbare Frauen. In einem Schacht kommt sie aufs Dach, aber nicht weiter.
Stattdessen findet sie in einem anderen Raum Blake, mit dem sie vorher gesprochen hat. Er hat das geheimnisvolle G1012X und Angst vor Schlangen. Doch dann wird Blake abgeholt. Renee schleicht durchs Gebäude. Sie sieht eine Weltkarte, auf der Orte markiert sind, und einen Mann, der sich seltsame Kontaktlinsen in die Augen steckt. Sie hört, dass Blake „kurz davor“ war und dass sie nun dran ist. Sie geht schnell zurück zu ihrer Liege und legt die Fesseln wieder an.
Von Dianne erfährt sie, dass sie mehr als zu Tode erschreckt werden sollte. G1012X ist eine genetische Sequenz, mit der viele Probleme gelöst werden könnten, indem diese Gene gebrochen werden. Als Dianne zeigt, wer diese geheimnisvollen Menschen wirklich sind, verzerrt sich ihr Gesicht extrem. In diesem Moment rammt Renee ihr mit der freien Hand eine Spritze in den Hals und flieht erneut. Sie kommt in ein Labor, in der sie Genmaterial von verschiedenen Personen findet. Sie erfährt, dass ihre Eizelle immun gegen normale menschliche Spermien ist. Doch sie wird entdeckt, eingesperrt und wieder betäubt.
Als sie wieder nach anderthalb Tagen aufwacht, liegt sie an einen Tropf angeschlossen auf einem Bett. Das Team der Entführer kommt zu ihr und zeigt ihr, dass sie plötzlich viel besser hören und sehen kann. Bei ihr steht wohl der angekündigte Bruch in den Genen kurz bevor und sie erreicht damit einen übermenschlichen Zustand. Menschliche Gefühle sollen ihr nun fremd sein. Diese neuartigen Wesen sollen die Menschen bei der Zerstörung der Erde stoppen. Dann setzt das Team Renee eine durchsichtige Maske auf den Kopf und lässt Spinnen hinein. Renee reagiert in wilder Panik, doch plötzlich wird sie ruhig und ihr Gesicht zerfließt, wie sie es zuvor bei Dianne gesehen hat. Der Bruch ist erfolgt.
Später ist Renee wieder zu Hause und Evan merkt, dass sie sich anders verhält. Im Internet sieht sie sich ein Video eines anderen Opfers an. Dann kommt das Team zu ihr. Sie wollen Evan entführen, aber Renee hat noch genug menschliche Gefühle, um ihren Sohn rechtzeitig zu warnen und zur Flucht aufzufordern. Doch die Entführer sagen ihr, dass sie die Mutter einer neuen Generation werden soll. Sie ist in der neuen Welt gefangen.

## Produktion
Der Film wurde in Toronto gedreht.

## Kritik
Gregor Torinus erkennt in seiner Kritik bei Filmstarts.de „eine skurril-fetischistische Ästhetik in knalligen Farben“, bedauert jedoch, dass die hochkarätigen Schauspieler „die deutlichen dramaturgischen Schwächen auch nicht ausgleichen“ können. Michael Drewniok bemängelt bei Filmbesprechungen.de ebenfalls dramaturgische und logische Schwächen und sieht ein „Finale, das schockieren soll aber ebenfalls höchstens klischeestark einer Handlung angeklebt ist, die plötzlich überflüssig geworden ist“. Jeannette Catsoulist meint in der New York Times, dass „diese langatmige Foltergeschichte sogar diejenigen enttäuschen wird, deren Herzen immer rasen, wenn sie eine Frau an ein Bett gefesselt sehen“. Für den Rezensenten bei Kino.de ist der Film hingegen ein exzentrischer Schocker mit SciFi-Twist, der mit ungewöhnlicher visueller Gestaltung und großem Starensemble punktet.

## Auszeichnungen
Der Film gewann 2017 beim Ferrara Film Festival den Film4Life Award.